# Potok Foczy
Potok Foczy (ang. Seal Creek) - potok na Wyspie Króla Jerzego, biegnący od wschodniego krańca Lodowca Sfinksa na wschód wzdłuż Moreny Błaszyka do Zatoki Admiralicji. W pobliżu znajdują się miejsca lęgowe uchatek i słoni morskich. Potok znajduje się na terenie Szczególnie Chronionego Obszaru Antarktyki "Zachodni brzeg Zatoki Admiralicji" (ASPA 128).